# Другий пілот

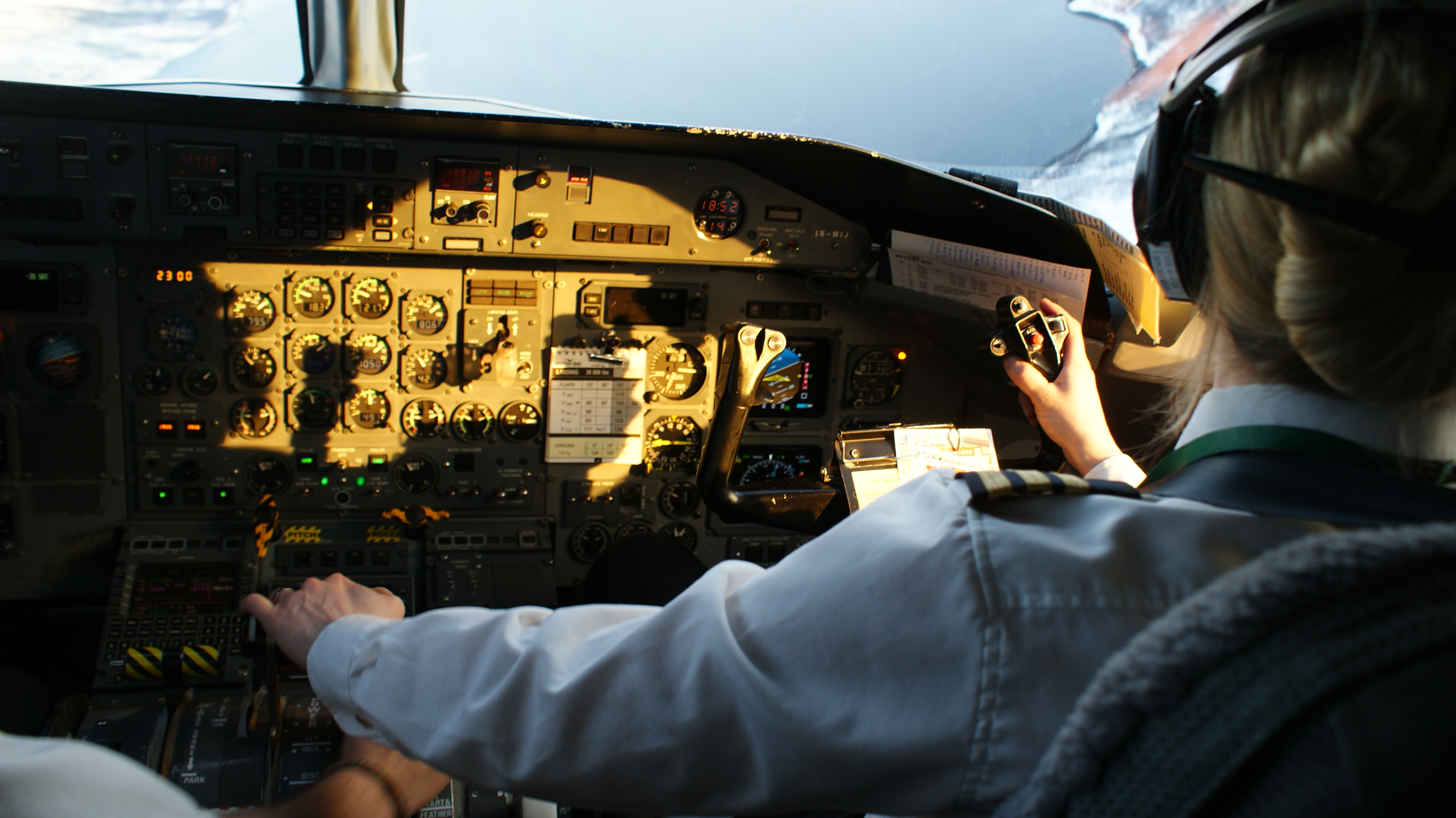
Другий пілот за кермом пасажирського літака de Havilland Canada Dash 8

Другий пілот — у цивільній авіації, фахівець на борту повітряного судна з посвідченням пілота, який виконує функції пілота, але не є командиром повітряного судна (КВС). Льотчики, що знаходяться на борту виключно з метою підготовки, не вважаються другими пілотами.

## Термінологія
В англомовних країнах другий пілот називається англ. first officer.
В державній авіації еквівалентом другого пілота є «помічник командира екіпажу».

## Підготовка
Традиційно польоти в ролі другого пілота розглядають як підготовку до ролі КВС. У СРСР період такої підготовки становив приблизно 10 років, після розпаду СРСР у зв'язку з дефіцитом кадрів, період скорочений до 3-4 років.